# 181街車站 (IND第八大道線)
181街車站（英語：181st Street station）是紐約地鐵IND第八大道線的地鐵站，位於曼哈頓華盛頓高地的一個主要商業區哈德遜高地華盛頓堡大道及181街交界，設有A線（任何時候停站）列車服務。

## 車站結構
| G        | 街道               | 出入口 升降機位於布尼特公園出口。註：月台層不可無障礙通行   |
| M        | 夾層               | 閘機、車站詢問處、MetroCard自動售票機、北端往奧弗洛克台隧道 |
| P 月台層 | 側式月台，右側開門 | 側式月台，右側開門                                          |
| P 月台層 | 北行               | 往英伍德-207街（190街）                                     |
| P 月台層 | 南行               | 往勒弗茲林蔭路/遠洛克威/洛克威公園（175街）                 |
| P 月台層 | 側式月台，右側開門 |                                                             |

此地下車站於1932年9月10日啟用，設有兩個側式月台和兩條軌道。由於位處山丘以下因此深入地底。實際上，曼哈頓島最高的天然點為布尼特公園，位於此站介乎西183街及185街與華盛頓堡大道的出口旁邊（該處沒有西184街）。
由於車站的深度，只能設扶手電梯前往南端的181街以及升降機前往北端的布尼特公園出口。升降機過去只在日間營運，並要求付費使用。自1957年起，升降機可由來往布尼特大道和華盛頓堡大道的行人使用而不需付費，而在上一站190街車站以及IRT百老匯-第七大道線的191街車站亦有同樣情況。

## 外部連結
- nycsubway.org—IND 8th Avenue: 181st Street
- 181st Street entrance from Google Maps Street View
- Overlook Terrace entrance from Google Maps Street View
- Fort Washington Avenue entrance from Google Maps Street View
- Platform from Google Maps Street View （页面存档备份，存于）